# Schallenberg-kormány
A Schallenberg-kormány az Osztrák Köztársaság 2021. október 11-től december 6-ig hivatalban lévő szövetségi kormánya.
2021. október 9-én Sebastian Kurz lemondott a kormányfői posztjáról, az új kormányfőt Alexander Van der Bellen elnök kinevezte 2021. október 11-én.

## Összetétele
| Hivatal                                                                          | Kép             | Név                    | Part | Part      | Államtitkár    | Kép | Part | Part   |
| -------------------------------------------------------------------------------- | --------------- | ---------------------- | ---- | --------- | -------------- | --- | ---- | ------ |
| Szövetségi kancellár                                                             |                 | Alexander Schallenberg |      | ÖVP       |                |     |      |        |
| Alkancellár és közszolgálati, sport-, művészeti és kulturális miniszter          |                 | Werner Kogler          |      | Zöldek    | Andrea Mayer   |     |      | Zöldek |
| Külügyminiszter                                                                  | alternativtext= | Michael Linhart        |      | ÖVP       |                |     |      |        |
| Belügyminiszter                                                                  |                 | Karl Nehammer          |      | ÖVP       |                |     |      |        |
| Igazságügyminiszter                                                              |                 | Alma Zadić             |      | Grüne     |                |     |      |        |
| Pénzügyminiszter                                                                 |                 | Gernot Blümel          |      | ÖVP       |                |     |      |        |
| Sozociális- és egészségügyi miniszter                                            |                 | Wolfgang Mückstein     |      | Grüne     |                |     |      |        |
| Mezőgazdasági és idegenforgalmi miniszter                                        |                 | Elisabeth Köstinger    |      | ÖVP       |                |     |      |        |
| Védelmi miniszter                                                                |                 | Klaudia Tanner         |      | ÖVP       |                |     |      |        |
| Környezetvédelmi, közlekedési, energiaügyi, technológiai és innovációs miniszter |                 | Leonore Gewessler      |      | Grüne     | Magnus Brunner |     |      | ÖVP    |
| Oktatási, tudományos és kutatási miniszter                                       |                 | Heinz Fassmann         |      | független |                |     |      |        |
| Gazdasági és digitalizációs miniszter                                            |                 | Margarete Schramböck   |      | ÖVP       |                |     |      |        |
| Munkaügyi miniszter (2021. január 11-től)                                        |                 | Martin Kocher          |      | ÖVP       |                |     |      |        |
| Európaügyi miniszter a kancellári hivatalban                                     |                 | Karoline Edtstadler    |      | ÖVP       |                |     |      |        |
| Integrációs, családi és ifjúsági és nőügyi miniszter a kancellári hivatalban     |                 | Susanne Raab           |      | ÖVP       |                |     |      |        |